# محل المصنعة (بني سعد)

تعديل مصدري - تعديل

محل المصنعة هي إحدى قرى عزلة قرن المسجد بمديرية بني سعد التابعة لمحافظة المحويت، بلغ تعداد سكانها 30 نسمة حسب تعداد اليمن لعام 2004.